# Сара Еррані
Сара Еррані (італ. Sara Errani, 29 квітня 1987) — італійська тенісистка, олімпійська чемпіонка, шестиразова чемпіонка турнірів Гранд Слем в парному розряді, дворазова у міксті, володарка кар'єрного великого шолома, колишній перший номер парного рейтингу WTA.
Найбільшим одиночним успіхом Сари станом на 2025 рік на турнірах Великого шолома став вихід у фінал Відкритого чемпіонату Франція 2012, де вона поступилася Марії Шараповій.
Сара успішно грає в парному розряді, де найбільшим її успіхом стала перемога у Відкритому чемпіонаті Франції 2012 разом із Робертою Вінчі. Вони повторили свій успіх того ж року в Нью-Йорку, перемігши на Відкритому чемпіонаті США. Наступного року італійська пара виграла Відкритий чемпіонат Австралії 2013. Вигравши Вімблдон 2014, Еррані та Вінчі здійснили Великий шолом за кар'єру.
На початку 2015 року Еррані та Вінчі припинили партнерство. Нові парні успіхи прийшли до Еррані, коли вона стала грати з Джазмін Паоліні. Зокрема вони виграли золоті медалі й здобули звання олімпійських чемпіонок на Паризькій олімпіаді 2024 року. Пара святкувала перемогу також на Відкритому чемпіонаті Франції 2025 року.
Партнером Еррані в міксті є Андреа Вавассорі, з яким вона виграла два мейджори.
Виступаючи за Італію у Fed Cup Еррані має співвідношення виграшів та програшів 21-12. Тричі, 2009, 2010 та 2013-го років, вона входила до складу команди, що вигравала турнір.

## Фінали турнірів Великого шолома

### Одиночний розряд: 1 (0–1)
| Результат | Рік  | Турнір      | Поверхня | Супротивниця   | Рахунок  |
| --------- | ---- | ----------- | -------- | -------------- | -------- |
| Поразка   | 2012 | French Open | Ґрунт    | Марія Шарапова | 3–6, 2–6 |

### Парний розряд: 10 (6–4)
| Результат | Рік  | Турнір                               | Поверхня | Партнерка       | Супротивниці                       | Результат     |
| --------- | ---- | ------------------------------------ | -------- | --------------- | ---------------------------------- | ------------- |
| Поразка   | 2012 | Australian Open                      | Хард     | Роберта Вінчі   | Світлана Кузнецова Віра Звонарьова | 7–5, 4–6, 3–6 |
| Перемога  | 2012 | French Open                          | Ґрунт    | Роберта Вінчі   | Марія Кириленко Надія Петрова      | 4–6, 6–4, 6–2 |
| Перемога  | 2012 | US Open                              | Хард     | Роберта Вінчі   | Андреа Главачкова Луціє Градецька  | 6–4, 6–2      |
| Перемога  | 2013 | Australian Open                      | Хард     | Роберта Вінчі   | Ешлі Барті Кейсі Деллаква          | 6–2, 3–6, 6–2 |
| Поразка   | 2013 | French Open                          | Ґрунт    | Роберта Вінчі   | Катерина Макарова Олена Весніна    | 5–7, 2–6      |
| Перемога  | 2014 | Australian Open (2)                  | Хард     | Роберта Вінчі   | Катерина Макарова Олена Весніна    | 6–4, 3–6, 7–5 |
| Поразка   | 2014 | French Open (2)                      | Ґрунт    | Роберта Вінчі   | Сє Шувей Пен Шуай                  | 4–6, 1–6      |
| Перемога  | 2014 | Wimbledon                            | Трава    | Роберта Вінчі   | Тімеа Бабош Крістіна Младенович    | 6–1, 6–3      |
| Поразка   | 2024 | French Open                          | Ґрунт    | Джасмін Паоліні | Корі Гофф Катержина Сінякова       | 6–7(5–7), 3–6 |
| Перемога  | 2025 | Відкритий чемпіонат Франції з тенісу | Ґрунт    | Жасмін Паоліні  | Анна Даніліна Александра Крунич    | 6–4, 2–6, 6–1 |

### Мікст: 2 (2–0)
| Результат | Рік  | Турнір      | Покриття         | Партнер          | Опоненти                   | Рахунок            |
| --------- | ---- | ----------- | ---------------- | ---------------- | -------------------------- | ------------------ |
| Перемога  | 2024 | US Open     | Тверде           | Андреа Вавассорі | Доналд Янг Тейлор Таунсенд | 7–6(7–0), 7–5      |
| Перемога  | 2025 | French Open | Ґрунт (червоний) | Андреа Вавассорі | Тейлор Таунсенд Еван Кінґ  | 6–0, 6–7(5–7), 7–5 |

## Фінали турнірів WTA

### Одиночний розряд: 19 (9 титулів, 10 поразок)
| Легенда                      |
| ---------------------------- |
| Турніри Великого шлему (0–1) |
| Турніри WTA 1000 (0–1)       |
| Турніри WTA 500 (1–3)        |
| Турніри WTA 250 (8–5)        |

| Фінали за покриттям |
| ------------------- |
| Тверде (2–5)        |
| Трава (0–0)         |
| Ґрунт (7–5)         |
| Килим (0–0)         |

| Результат | В-П  | Дата     | Турнір                                                | Tier          | Покриття   | Опонент                 | Рахунок            |
| --------- | ---- | -------- | ----------------------------------------------------- | ------------- | ---------- | ----------------------- | ------------------ |
| Перемога  | 1–0  | Лип 2008 | Internazionali Femminili di Tennis di Palermo, Італія | Tier IV       | Ґрунт      | Марія Коритцева         | 6–2, 6–3           |
| Перемога  | 2–0  | Лип 2008 | Banka Koper Slovenia Open, Словенія                   | Tier IV       | Тверде     | Анабель Медіна Гаррігес | 6–3, 6–3           |
| Поразка   | 2–1  | Лип 2009 | Palermo Open, Італія                                  | International | Ґрунт      | Флавія Пеннетта         | 1–6, 2–6           |
| Поразка   | 2–2  | Лип 2009 | Словенія Open, Словенія                               | International | Тверде     | Дінара Сафіна           | 7–6(7–5), 1–6, 5–7 |
| Поразка   | 2–3  | Лют 2011 | Pattaya Women's Open, Таїланд                         | International | Тверде     | Даніела Гантухова       | 0–6, 2–6           |
| Перемога  | 3–3  | Бер 2012 | Abierto Mexicano TELCEL, Мексика                      | International | Ґрунт      | Флавія Пеннетта         | 5–7, 7–6(7–2), 6–0 |
| Перемога  | 4–3  | Кві 2012 | Barcelona Ladies Open, Іспанія                        | International | Ґрунт      | Домініка Цібулкова      | 6–2, 6–2           |
| Перемога  | 5–3  | Тра 2012 | Budapest Grand Prix, Угорщина                         | International | Ґрунт      | Олена Весніна           | 7–5, 6–4           |
| Поразка   | 5–4  | Чер 2012 | Відкритий чемпіонат Франції з тенісу, Франція         | Grand Slam    | Ґрунт      | Марія Шарапова          | 3–6, 2–6           |
| Перемога  | 6–4  | Лип 2012 | Palermo Open, Італія (2)                              | International | Ґрунт      | Барбора Стрицова        | 6–1, 6–3           |
| Поразка   | 6–5  | Лют 2013 | Open GDF Suez, Франція                                | Premier       | Тверде (i) | Мона Бартель            | 5–7, 6–7(4–7)      |
| Поразка   | 6–6  | Лют 2013 | Dubai Tennis Championships, UAE                       | Premier       | Тверде     | Петра Квітова           | 2–6, 6–1, 1–6      |
| Перемога  | 7–6  | Бер 2013 | Mexican Open, Мексика (2)                             | International | Ґрунт      | Карла Суарес Наварро    | 6–0, 6–4           |
| Поразка   | 7–7  | Лип 2013 | Palermo Open, Італія                                  | International | Ґрунт      | Роберта Вінчі           | 3–6, 6–3, 3–6      |
| Поразка   | 7–8  | Лют 2014 | Open GDF Suez, Франція                                | Premier       | Тверде (i) | Анастасія Павлюченкова  | 6–3, 2–6, 3–6      |
| Поразка   | 7–9  | Тра 2014 | Мастерс Рим, Італія                                   | Premier 5     | Ґрунт      | Серена Вільямс          | 3–6, 0–6           |
| Перемога  | 8–9  | Лют 2015 | Rio Open, Бразилія                                    | International | Ґрунт      | Анна Кароліна Шмідлова  | 7–6(7–2), 6–1      |
| Поразка   | 8–10 | Лип 2015 | Bucharest Open, Румунія                               | International | Ґрунт      | Анна Кароліна Шмідлова  | 6–7(3–7), 3–6      |
| Перемога  | 9–10 | Лют 2016 | Dubai Championships, UAE                              | Premier       | Тверде     | Барбора Стрицова        | 6–0, 6–2           |

### Парний розряд: 52 (35 титулів, 17 поразок)
| Легенда          |
| ---------------- |
| Grand Slam (6–4) |
| Olympics (1–0)   |
| WTA 1000 (8–4)   |
| WTA 500 (3–5)    |
| WTA 250 (16–4)   |

| Фінали за покриттям |
| ------------------- |
| Тверде (16–8)       |
| Трава (3–3)         |
| Ґрунт (15–6)        |

| Результат | В-П   | Дата     | Турнір                                                | Tier          | Покриття     | Партнер                    | Опоненти                                             | Рахунок               |
| --------- | ----- | -------- | ----------------------------------------------------- | ------------- | ------------ | -------------------------- | ---------------------------------------------------- | --------------------- |
| Перемога  | 1–0   | Лип 2008 | Internazionali Femminili di Tennis di Palermo, Італія | Tier IV       | Ґрунт        | Нурія Льягостера Вівес     | Алла Кудрявцева Анастасія Павлюченкова               | 2–6, 7–6(7–1), [10–4] |
| Перемога  | 2–0   | Чер 2009 | Rosmalen Grass Court Championships, Нідерланди        | International | Трава        | Флавія Пеннетта            | Міхаелла Крайчек Яніна Вікмаєр                       | 6–4, 5–7, [13–11]     |
| Поразка   | 2–1   | Лют 2010 | Abierto Mexicano TELCEL, Мексика                      | International | Ґрунт        | Роберта Вінчі              | Полона Герцог Барбора Стрицова                       | 6–2, 1–6, [2–10]      |
| Перемога  | 3–1   | Кві 2010 | Andalucia Tennis Experience, Іспанія                  | International | Ґрунт        | Роберта Вінчі              | Марія Кондратьєва Ярослава Шведова                   | 6–4, 6–2              |
| Перемога  | 4–1   | Кві 2010 | Barcelona Ladies Open, Іспанія                        | International | Ґрунт        | Роберта Вінчі              | Тімеа Бачинскі Татьяна Гарбін                        | 6–1, 3–6, [10–2]      |
| Перемога  | 5–1   | Лип 2010 | Palermo Open, Італія (2)                              | International | Ґрунт        | Альберта Бріанті           | Джилл Крейбас Юлія Гергес                            | 6–4, 6–1              |
| Поразка   | 5–2   | Жов 2010 | Кубок Кремля, Росія                                   | Premier       | Тверде (i)   | Марія Хосе Мартінес Санчес | Хісела Дулко Флавія Пеннетта                         | 3–6, 6–2, [6–10]      |
| Перемога  | 6–2   | Січ 2011 | Hobart International, Австралія                       | International | Тверде       | Роберта Вінчі              | Катерина Бондаренко Ліга Декмеєре                    | 6–3, 7–5              |
| Перемога  | 7–2   | Лют 2011 | Pattaya Women's Open, Таїланд                         | International | Тверде       | Роберта Вінчі              | Сунь Шеннань Чжен Цзє                                | 3–6, 6–3, [10–5]      |
| Поразка   | 7–3   | Кві 2011 | Andalucia Tennis Experience, Іспанія                  | International | Ґрунт        | Роберта Вінчі              | Нурія Льягостера Вівес Аранча Парра Сантонха         | 6–3, 4–6, [5–10]      |
| Поразка   | 7–4   | Чер 2011 | Birmingham Classic, Велика Британія                   | International | Трава        | Роберта Вінчі              | Ольга Говорцова Кудрявцева Алла Олександрівна        | 6–1, 1–6, [5–10]      |
| Перемога  | 8–4   | Лип 2011 | Palermo Open, Італія (3)                              | International | Ґрунт        | Роберта Вінчі              | Андреа Сестіні Главачкова Клара Коукалова            | 7–5, 6–1              |
| Поразка   | 8–5   | Сер 2011 | Connecticut Open, США                                 | Premier       | Тверде       | Роберта Вінчі              | Чжуан Цзяжун Ольга Говорцова                         | 5–7, 2–6              |
| Поразка   | 8–6   | Січ 2012 | Відкритий чемпіонат Австралії з тенісу, Австралія     | Grand Slam    | Тверде       | Роберта Вінчі              | Світлана Кузнецова Віра Звонарьова                   | 7–5, 4–6, 3–6         |
| Перемога  | 9–6   | Лют 2012 | Monterrey Open, Мексика                               | International | Тверде       | Роберта Вінчі              | Дате Кіміко Чжан Шуай                                | 6–2, 7–6(8–6)         |
| Перемога  | 10–6  | Бер 2012 | Mexican Open, Мексика                                 | International | Ґрунт        | Роберта Вінчі              | Лурдес Домінгес Ліно Аранча Парра Сантонха           | 6–2, 6–1              |
| Поразка   | 10–7  | Бер 2012 | Відкритий чемпіонат Маямі з тенісу, США               | Premier       | Тверде       | Роберта Вінчі              | Марія Кириленко Надія Петрова                        | 6–7(0–7), 6–4, [4–10] |
| Перемога  | 11–7  | Кві 2012 | Barcelona Open, Іспанія (2)                           | International | Ґрунт        | Роберта Вінчі              | Флавія Пеннетта Франческа Ск'явоне                   | 6–0, 6–2              |
| Перемога  | 12–7  | Тра 2012 | Мастерс Мадрид, Іспанія                               | Premier M     | Ґрунт (blue) | Роберта Вінчі              | Катерина Макарова Олена Весніна                      | 6–1, 3–6, [10–4]      |
| Перемога  | 13–7  | Тра 2012 | Мастерс Рим, Італія                                   | Premier 5     | Ґрунт        | Роберта Вінчі              | Макарова Катерина Валеріївна Весніна Олена Сергіївна | 6–2, 7–5              |
| Перемога  | 14–7  | Чер 2012 | Відкритий чемпіонат Франції з тенісу, Франція         | Grand Slam    | Ґрунт        | Роберта Вінчі              | Марія Кириленко Надія Петрова                        | 4–6, 6–4, 6–2         |
| Перемога  | 15–7  | Чер 2012 | Rosmalen Open, Нідерланди (2)                         | International | Трава        | Роберта Вінчі              | Кириленко Марія Юріївна Петрова Надія Вікторівна     | 6–4, 3–6, [11–9]      |
| Перемога  | 16–7  | Вер 2012 | Відкритий чемпіонат США з тенісу, США                 | Grand Slam    | Тверде       | Роберта Вінчі              | Андреа Главачкова Луціє Градецька                    | 6–4, 6–2              |
| Поразка   | 16–8  | Січ 2013 | Sydney International, Австралія                       | Premier       | Тверде       | Роберта Вінчі              | Петрова Надія Вікторівна Катарина Среботнік          | 3–6, 4–6              |
| Перемога  | 17–8  | Січ 2013 | Australian Open, Австралія                            | Grand Slam    | Тверде       | Роберта Вінчі              | Ешлі Барті Кейсі Деллаква                            | 6–2, 3–6, 6–2         |
| Перемога  | 18–8  | Лют 2013 | Open GDF Suez, Франція                                | Premier       | Тверде (i)   | Роберта Вінчі              | Андреа Главачкова Лізель Губер                       | 6–1, 6–1              |
| Перемога  | 19–8  | Лют 2013 | Qatar Ladies Open, Катар                              | Premier 5     | Тверде       | Роберта Вінчі              | Петрова Надія Вікторівна Катарина Среботнік          | 2–6, 6–3, [10–6]      |
| Поразка   | 19–9  | Тра 2013 | Italian Open, Італія                                  | Premier 5     | Ґрунт        | Роберта Вінчі              | Сє Шувей Пен Шуай                                    | 6–4, 3–6, [8–10]      |
| Поразка   | 19–10 | Чер 2013 | French Open, Франція                                  | Grand Slam    | Ґрунт        | Роберта Вінчі              | Макарова Катерина Валеріївна Весніна Олена Сергіївна | 5–7, 2–6              |
| Поразка   | 19–11 | Січ 2014 | Sydney International, Австралія                       | Premier       | Тверде       | Роберта Вінчі              | Тімеа Бабош Луціє Шафарова                           | 5–7, 6–3, [7–10]      |
| Перемога  | 20–11 | Січ 2014 | Australian Open, Австралія (2)                        | Grand Slam    | Тверде       | Роберта Вінчі              | Макарова Катерина Валеріївна Весніна Олена Сергіївна | 6–4, 3–6, 7–5         |
| Перемога  | 21–11 | Кві 2014 | Porsche Tennis Grand Prix, Німеччина                  | Premier       | Ґрунт        | Роберта Вінчі              | Кара Блек Саня Мірза                                 | 6–2, 6–3              |
| Перемога  | 22–11 | Тра 2014 | Madrid Open, Іспанія (2)                              | Premier M     | Ґрунт        | Роберта Вінчі              | Гарбінє Мугуруса Карла Суарес Наварро                | 6–4, 6–3              |
| Поразка   | 22–12 | Тра 2014 | Italian Open, Італія                                  | Premier 5     | Ґрунт        | Роберта Вінчі              | Квета Пешке Катарина Среботнік                       | 0–4, ret.             |
| Поразка   | 22–13 | Чер 2014 | French Open, Франція                                  | Grand Slam    | Ґрунт        | Роберта Вінчі              | Сє Шувей Пен Шуай                                    | 4–6, 1–6              |
| Перемога  | 23–13 | Лип 2014 | Вімблдонський турнір, Велика Британія                 | Grand Slam    | Трава        | Роберта Вінчі              | Тімеа Бабош Крістіна Младенович                      | 6–1, 6–3              |
| Перемога  | 24–13 | Сер 2014 | Мастерс Канада, Канада                                | Premier 5     | Тверде       | Роберта Вінчі              | Кара Блек Саня Мірза                                 | 7–6(7–4), 6–3         |
| Перемога  | 25–13 | Січ 2015 | WTA Auckland Open, Нова Зеландія                      | International | Тверде       | Роберта Вінчі              | Сюко Аояма Рената Ворачова                           | 6–2, 6–1              |
| Поразка   | 25–14 | Лют 2016 | Катар Open, Катар                                     | Premier 5     | Тверде       | Карла Суарес Наварро       | Чжань Хаоцін Латіша Чжань                            | 3–6, 3–6              |
| Перемога  | 26–14 | Жов 2017 | Tianjin Open, КНР                                     | International | Тверде       | Ірина-Камелія Бегу         | Даліла Якупович Ніна Стоянович                       | 6–4, 6–3              |
| Перемога  | 27–14 | Січ 2018 | Auckland Classic, Нова Зеландія (2)                   | International | Тверде       | Бібіана Схофс              | Ері Ходзумі Като Мію                                 | 7–5, 6–1              |
| Поразка   | 27–15 | Січ 2022 | Melbourne Summer Set, Австралія                       | WTA 250       | Тверде       | Жасмін Паоліні             | Ейджа Мухаммад Джессіка Пегула                       | 3–6, 1–6              |
| Перемога  | 28–15 | Жов 2023 | Jasmin Open, Туніс                                    | WTA 250       | Тверде       | Джасмін Паоліні            | Маї Гонтама Наталія Стефанович                       | 2–6, 7–6(7–4), [10–6] |
| Перемога  | 29–15 | Лют 2024 | Linz Open, Австрія                                    | WTA 500       | Тверде (i)   | Джасмін Паоліні            | Ніколь Меліхар Еллен Перес                           | 7–5, 4–6, [10–7]      |
| Перемога  | 30–15 | Тра 2024 | Italian Open, Італія (2)                              | WTA 1000      | Ґрунт        | Джасмін Паоліні            | Корі Гофф Ерін Рутліфф                               | 6–3, 4–6, [10–8]      |
| Поразка   | 30–16 | Чер 2024 | Відкритий чемпіонат Франції з тенісу, Франція         | Grand Slam    | Ґрунт        | Джасмін Паоліні            | Coco Gauff Катержина Сінякова                        | 6–7(5–7), 3–6         |
| Перемога  | 31–16 | Сер 2024 | Теніс на Олімпійських іграх, Франція                  | Olympics      | Ґрунт        | Джасмін Паоліні            | Мірра Андрєєва Діана Шнайдер                         | 2–6, 6–1, [10–7]      |
| Перемога  | 32–16 | Жов 2024 | China Open, КНР                                       | WTA 1000      | Тверде       | Джасмін Паоліні            | Чжань Хаоцін Вероніка Кудерметова                    | 6–4, 6–4              |
| Перемога  | 33–16 | Лют 2025 | Катар Open, Катар                                     | WTA 1000      | Тверде       | Джасмін Паоліні            | Цзян Сіньюй У Фансьєнь                               | 7–5, 7–6(12–10)       |
| Перемога  | 34–16 | Тра 2025 | Italian Open                                          | WTA 1000      | Ґрунт        | Жасмін Паоліні             | Вероніка Кудерметова Елісе Мертенс                   | 6–4, 7–5              |
| Перемога  | 35–16 | Тра 2025 | Відкритий чемпіонат Франції з тенісу                  | Grand Slam    | Ґрунт        | Жасмін Паоліні             | Анна Даніліна Александра Крунич                      | 6–4, 2–6, 6–1         |
| Поразка   | 35–17 | Чер 2025 | Berlin Tennis Open, Німеччина                         | WTA 500       | Трава        | Жасмін Паоліні             | Тереза Михалкова Олівія Ніколлз                      | 4−6, 6−2, [10−6]      |